# Прохоркін Микола Миколайович
Микола Миколайович Прохоркін (рос. Николай Николаевич Прохоркин; 17 вересня 1993, м. Челябінськ, Росія) — російський хокеїст, нападник. Виступає за ЦСКА (Москва) у Континентальній хокейній лізі
Вихованець хокейної школи ЦСКА (Москва). Виступав за «Червона Армія» (Москва), ЦСКА (Москва).
Досягнення
- Володар Кубка Харламова (2011).